# Električno omrežje
Električno omrežje je sistem povezanih objektov in naprav, ki omogočajo prenos električne energije od proizvajalca do neposrednega porabnika. Je del elektroenergetskega sistema in je zaradi svoje pomembnosti obravnavano kot kritična infrastruktura.

## Delitev
Električno omrežje se primarno deli na dva dela:
- prenosno omrežje - omrežje, ki omogoča prenos električne energije na velikih razdaljah;
- distribucijsko omrežje - omrežje, ki omogoča porazdelitev električne energije med porabnike.[1]

Prenosno omrežje tako omogoča prenos energije od proizvajalcev (termo, hidro, fotovoltaičnih, jedrskih, ...) do distribucijskega omrežja. To omrežje sestavljajo naslednji elementi: daljnovodi, ki so na napetostnih nivojih 400 kV in/ali 220 kV, transformatorske postaje, ki omogočajo prenos na daljnovode moči 110 kV ter različne visokonapetostne naprave (odklopniki, ločilniki, instrumentalni transformatorji in odvodniki). Na to omrežje so priključeni tudi nekateri porabniki, ki potrebujejo neposredni odjem na visokonapetostnem nivoju.
Daljnovodi 110 kV, podzemni kablovodi in distribucijske (razdelilne) transformatorske postaje nato omogočajo neposredni dostop večine odjemalcev preko distribucijskega omrežja, ki so lahko na srednjenapetostnem nivoju (4, 13, 26 ali 69 kV) oz. tudi na nizkonapetostnem (120 ali 250 V).
Glede na način napajanja omrežja delimo na:
- radialna (enostranska),
- krožna (dvostranska),
- zazankana omrežja.

Glede na napetost se omrežja delijo na:
- omrežje najvišje napetosti (220, 380 ali 400 kV),
- omrežje visoke napetosti (110 kV),
- omrežje srednje napetosti (10 do 30 kV),
- omrežje nizke napetosti (400/230 V).